# Jean-François Robillon
Pour les articles homonymes, voir Robillon.
Jean-François Robillon, né le 27 mai 1962, est un homme politique monégasque.

## Biographie
Jean-François Robillon est cardiologue. En 2007, le Prince Albert II lui a remis l'Ordre de Saint-Charles.
Il est membre du Conseil national de 2003 à 2018, et le préside de 2010 à 2013.